# Mimar Kemaleddin
Ahmed Kemaleddin, conosciuto come Mimar Kemalettin o anche Kemaleddin Bey (Acıbadem (Kadıköy), 1870 – Ankara, 13 luglio 1927), è stato un architetto turco.
Durante il tardo Impero Ottomano e i primi anni della Repubblica turca, fu tra i pionieri del Primo movimento architettonico nazionale, un tipo di Revivalismo Ottomano.
Durante il corso della sua vita ci furono intensi e importanti cambiamenti nella storia e nella cultura turche.

## Biografia

### Primi anni
Ahmet Kemalettin nacque nel 1870 in una famiglia della classe media da Ali Bey, un capitano di marina, e da sua moglie Sadberk Hanım ad Acıbadem nell'odierno distretto di Kadıköy a Istanbul. Nel 1875, iniziò la scuola primaria al "İbrahim Ağa İbtidai Mektebi". Egli continuò la scuola secondaria nel 1881 a Creta (allora parte dell'Impero Ottomano) a causa del trasferimento del padre per motivi di lavoro. Ritornato poco dopo a Istanbul, terminò lì la scuola media superiore.
Nel 1887, all'età di 17 anni, entrò nella Scuola di Ingegneria Civile (oggi Università Tecnica di Istanbul). Ahmet Kemalettin si laureò con onore ingegnere nel 1891, quindi rimase nella sua alma mater dove lavorò come assistente per quattro anni. Durante questo periodo, creò una sua propria attività nell'ufficio che aveva aperto al di fuori dell'università.
In 1895, promosso dal suo maestro tedesco, architetto August Jachmund, progettista della Stazione ferroviaria di Sirkeci a Istanbul, e sostenuto dalla sua preparazione scolastica di Stato, andò in Germania, dove si perfezionò per due anni in architettura presso l'Università tecnica di Berlino. Successivamente, lavorò per due anni e mezzo in vari studi di architettura, guadagnando esperienza professionale.
Nel 1900, Ahmet Kemalettin tornò a casa e riprese il lavoro presso l'Università. A seguito della partenza di August Jachmund, egli ne prese il posto come lettore. Nel 1908 ebbe un ruolo pioneristico nella formazione della prima organizzazione professionale degli ingegneri e architetti nell'Impero Ottomano, la "Società degli Architetti ed Ingegneri Ottomani".

### Progettazioni e costruzioni
Mentre era ancora uno studente presso la Hendese-i Mulkıye (Scuola di Stato di Ingegneria) dove iniziò i propri studi nel 1887, egli ricevette la Medaglia per l'Industria. Queste sue attribuzioni personali possono essere state correlate al suo grande interesse nelle lezioni del Prof. Jasmund sia in architettura che in ingegneria e al fatto che il Prof. Jasmund lo scelse come suo assistente.
Kemalettin si mostrò un progettista aperto all'apprendimento e alla sperimentazione e fu anche la rappresentazione di un architetto fiducioso in sé stesso.
Per quanto grande sia stata l'influenza di Jasmund e dei suoi studi tedeschi sulla sua percezione del progetto, l'ampio spettro degli stili da lui usati è anche importante: fra questi, degni di nota sono l'Art Nouveau dell'edificio di Ratip Pasha, un edificio dei primi tempi, o il collegamento degli appartamenti di Harikzedegan con l'edilizia pubblica francese, il gusto orientale della progettazione dell'Evkaf-ı Humayun Nezareti (Ministero delle Fondazioni Imperiali), lo stile eclettico dell'Han della 3ª Vakıf o lo stile impero della tomba di Husnu Pasha.
Un'opera di Kemaleddin presenta senza dubbio un'immagine ridondante di collegamenti ideologici. Solo qui la sua creatività alimenta anche la sua ideologia. La trasformazione della sua ideologia in una scuola di architettura è essenzialmente dovuta al suo talento creativo e alla sua fiducia in sé stesso, se fu alimentata dalla sua industriosità ed esperienza organizzativa o dalla disciplina e abilità d'insegnare. 
La sua vita era già terminata quando egli accertò la possibilità che la sua fiducia fosse scossa. 
La sua architettura fu un racconto che prevenne l'eroe dallo sperimentare una tragica fine, da una morte finale.

### Restauratore con principi
Il 27 Rebi-ül ahir 1327/18 maggio 1909, fu nominato direttore dell'architettura presso il Ministero Imperiale dell'Edilizia. 
La possibilità di progettare e portare a utilizzazione nuovi progetti di costruzioni è un'irresistibile passione per un architetto, ma gestire opere di manutenzione e restaurazione su edifici storici, la funzione di base e tradizionale del Ministero, era anche un'opportunità molto speciale di apprendimento. Kemalettin adottò l'intelligente approccio di valutare i due campi insieme e di consentire a ciascuno dei due di alimentare l'altro. Il restauro fu un'opportunità di produttività dalla quale egli trasse e applicò informazioni che furono la fonte per esperimenti che differenziano il linguaggio architettonico.
Percependo il restauro come un metodo d'interpretare l'architettura tradizionale e di operare l'infrastruttura linguistica per il suo rinnovo, egli tentò di gestire e dare un indirizzo a un campo i cui principi erano come ora non chiaramente definiti.  Egli sapeva che il restauro non era un lavoro ordinario di riparazione e lo insegnò.
Egli fu un pioniere nel campo del restauro di un gran numero di strutture monumentali ottomane, adottando per la prima volta un approccio scientifico.
Egli restaurò il Yeni Cami Hunkar Gathering Place con appassionato entusiasmo. Ma la sua principale performance fu certamente il progetto Mescid-i Aksa e Harem-i Serif. L'abilità che egli dimostrò nel restauro del Mescid-i Aksa gli valse un'acclamazione internazionale e un premio da parte del Royal Institute of British Architects.

### Insegnamento e organizzazione

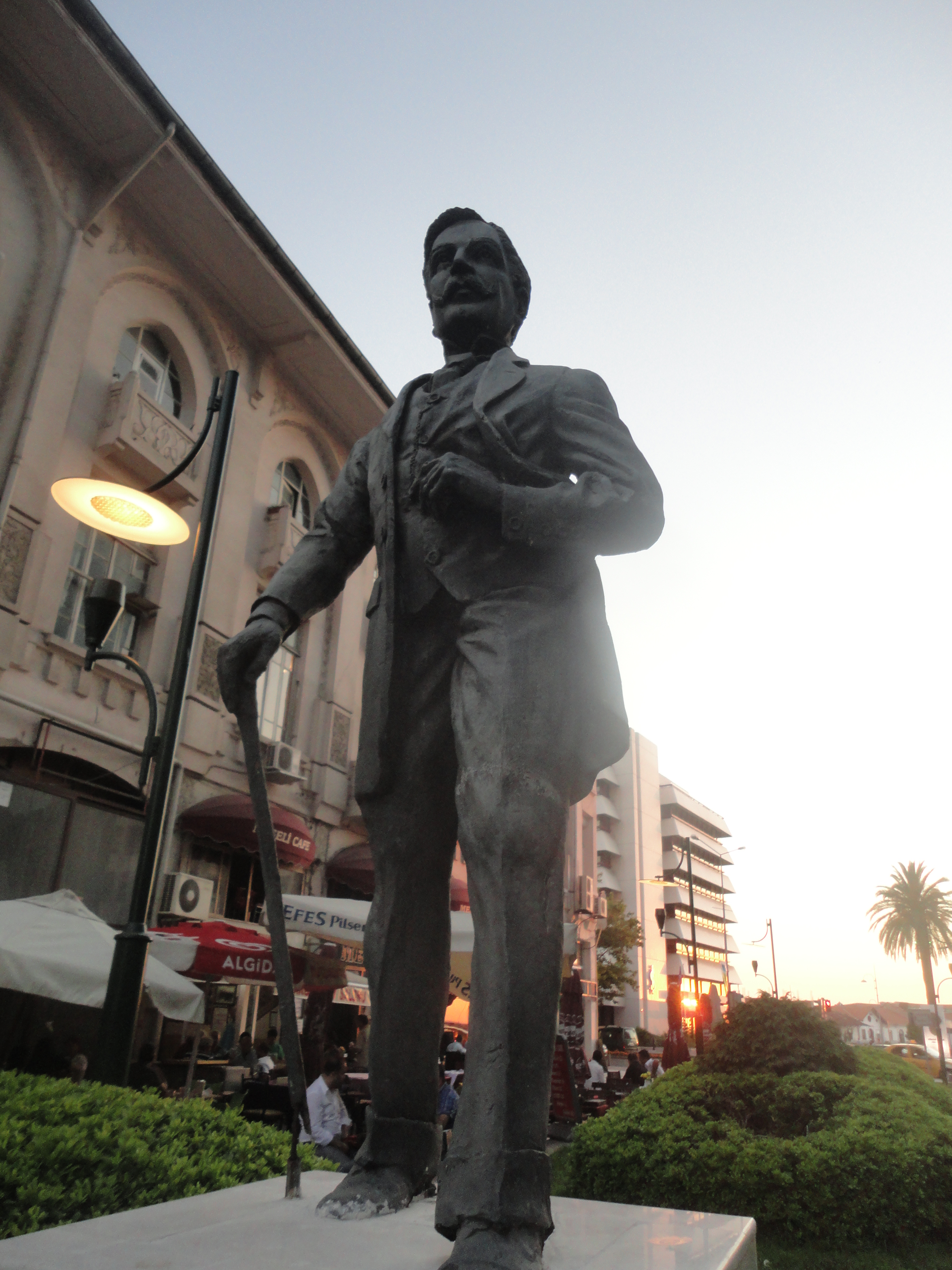
Statua di Mimar Kemalettin a Izmir.

A seguito della laurea presso Hendese-i Mülkiye egli fu inserito nello staff dell'insegnamento di Tecnologia e Architettura nella stessa scuola e come assistente del Prof. Jasmund. Al suo ritorno dalla Germania, ove si era recato per ottenere conoscenza ed esperienza, egli riprese nuovamente il proprio posto presso la Hendese-i Mulkiye e da questo posto egli continuò ad insegnare. Egli formò centinaia di studenti al Sanayi-i Nefise Mekteb-i Alisi (l'Accademia di Belle Arti) e al Muhendis Mekteb-i Alis (l'Accademia d'Ingegneria).
Erano questi gli anni in cui la scuola di ingegneria civile fu fondata e sviluppata come parte del Muhendishane-i Berri-i Humayun (la Scuola Militare d'Ingegneria). Allo stadio in cui il curriculum della scuola si stava sviluppando, Kemalettin Bey stava tenendo un gran numero di corsi. Si trattava di un campo aperto che andava dalla Tecnologia e Architettura a Inchiostro e penna, dalla Calligrafia ai lavori in ferro battuto e fu certo lui a trasmettere il suo entusiasmo agli studenti.
Allorché ebbe l'incarico all'Evkaf Nezareti, egli portò i suoi studenti al Building and Reparation Technological Assembly per soddisfare l'anticipata richiesta di produzione intensa e rapida. Lo staff permanente composto da architetti ed ingegnersìi di talento che lui aveva scelto stava trasformandosi in una scuola e il suo ufficio stava per diventare un centro di produzione, come era, di concetti di progettazione, dal nome di Architettura Nazionale.
Ma questo non è tutto.
Fu Kemalettin Bey a fondare la Società Ottomana di Architetti ed Ingegneri, e che personalmente scriveva l'annuncio di convocazione delle riunioni della Fondazione sul giornale Tanin.
Il suo ruolo finale fu l'appartenenza, e conseguentemente la presidenza del Consiglio di Belle Arti, fondato dal Ministero della Formazione nel 1926.

### Pensiero e scrittura
La descrizione scritta dell'architettura turca e la storia dell'architettura sono un campo che iniziò tardi e non ha accumulato abbastanza forza. Anche oggi non pare che esso abbia raggiunto il livello necessario.
Kemalettin Bey è stato un pioniere senza rivali in materia. 
Il suo pensiero sui modelli viventi e professionali è anche incomparabile. Da una parte vi è nella sua identità di architetto ed esperienza professionale con cui egli progettò molti edifici, gran parte dei quali egli anche costruì; d'altra parte c'è il dovere, nella professione dell'insegnamento, di trasferire informazioni ed esperienza con specifica sistematicità; una funzione di scrivere che emerge da questa dicotomia e una consapevolezza della necessità di porre domande, di fare delle valutazioni e di una contestualizzazione storica. 
Quando ricerca e pensiero dei codici genetici di un'attività e professione sono percepiti come una missione, la prima o più originale descrizione scritta della nostra storia dell'architettura ha avuto inizio. Naturalmente il contenuto e l'approccio possono essere discussi, ma non la natura pioneristica.

## 1870-1891
La disponibilità di informazione e di documentazione sui primi anni della vita di Kemalettin è piuttosto scarsa. Tutto ciò che si sa è che egli iniziò presso la scuola primaria di Ibrahim Aga vicino a casa sua nel 1875 e che egli apprese francese ed arabo presso la scuola speciale presso la quale suo padre aveva un incarico, aperta per i figli di ufficiali dell'esercito a Creta nel 1881.
Quando egli ritornò a İstanbul, proseguì la sua formazione alla scuola Numune-i Terakki, che forniva una formazione modello. Egli si diplomò presso questa scuola, dove famosi insegnanti di quel periodo davano lezioni come il matematico Mehmed Nadir o l'astronomo Huseyin Efendi. Nel 1887, egli fu accettato nella seconda classe del Hendese-i Mulkiye. Gli fu riconosciuta la Medaglia per l'Industria mentre era ancora uno studente e si laureò nel 1891.

## 1891-1909
Ingegneria strutturale e architettura erano insegnate insieme presso lo storico Muhendishane (Hendese-i Mulkiye) in Halıcıoğlu, cui Kemalettin iniziò a partecipare dalla seconda classe. Kemalettin mostrò maggior interesse nell'architettura del Prof. Jasmund's che in ingegneria. Ciò non di meno, il suo apprendimento come ingegnere lo rese formato per tutti i suoi progetti.

## 1909-1919
Il 18 maggio 1909, fu nominato capo dell'architettura presso il Ministero Imperiale dell'Edilizia (o, il Direttorato Generale dell'Edlizia, com'è chiamato oggi). Gli anni di questo periodo di attività, 1909-1919, furono il periodo più produttivo per Kemalettin Bey dal punto di vista del progetto architettonico e relative applicazioni.
Come dirigere lavori di manutenzione e riparazione su strutture storiche, ruolo tradizionale del ministero, egli progettò e costruì anche nuovi edifici.
I lavori di restauro gli resero possibile diventare famigliare con ed esaminare direttamente l'architettura ottomana e furono in modo concreto il suo punto di riferimento per i progetti di nuovi fabbricati. Egli ebbe come fonte d'informazioni prove che distinguono il linguaggio dell'architettura sperimentale da queste opere e le applicò. I suoi lavori di restauro sono i meno conosciuti e i meno documentati fra le opere di Kemalettin Bey. Noi possiamo trovare da documenti scritti i restauri del luogo imperiale di raccolta dello Yeni Cami Hunkar, e il restauro della Moschea della Fede e i suoi resti e la Moschea di Nuruosmaniye dai disegni dell'archivio del Direttorato Generale dell'Edilizia.

## Carriera

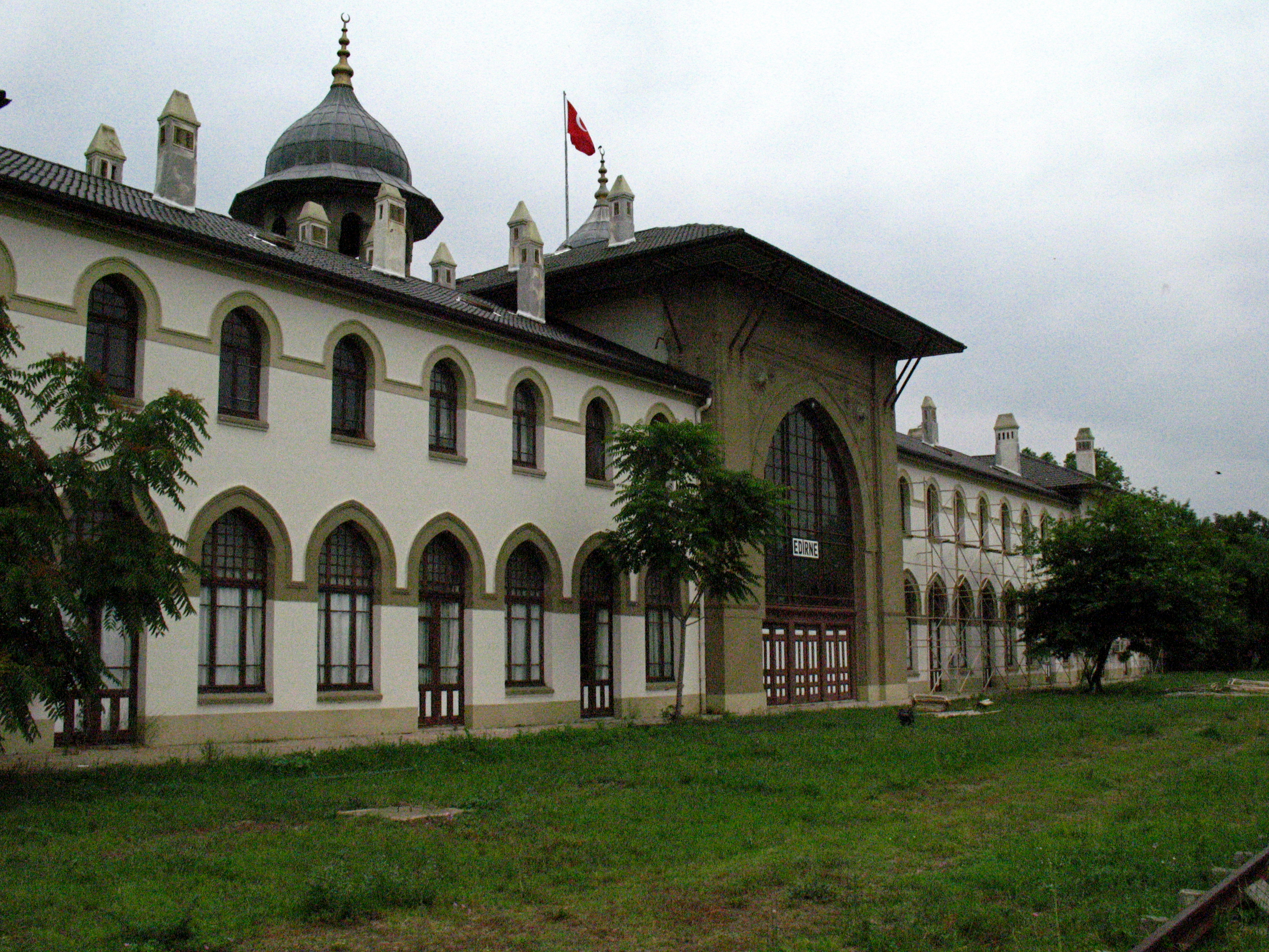
Edirne Karaağaç Tren İstasyonu (Stazione ferroviaria di Karaağaç in Edirne) progettata da Mimar Kemalettin Bey

Dopo la proclamazione della Seconda Monarchia Costituzionale nel 1908, Ahmet Kemaleddin Bey fu nominato direttore del Dipartimento delle Costruzioni e Restauri presso il Ministero dell'Edilizia.
Egli progettò quattro stazioni ferroviarie per la Compagnia Ferroviaria Ottomana. Per il suo lavoro di successo nella costruzione della stazione di Filippopoli, fu incaricato dei progetti delle stazioni di Salonicco e di Adrianopoli.
Della stazione ferroviaria di Salonicco solo le fondamenta furono completate.
La stazione ferroviaria di Edirne poté essere completata nel 1914.
Nel 1908, egli costruì una scuola media superiore in Edirne, che iniziò l'attività nel 1910.
Egli fu invitato dal Gran mufti di Gerusalemme per realizzare i lavori di restauro della Moschea al-Aqsa. Egli accettò l'invito e andò a Gerusalemme che era sotto mandato britannico dall'Impero Ottomano dopo la prima guerra mondiale. Egli si fermò colà per un certo tempo. Per i suoi lavori di restauro a Mimar Kemalettin Bey fu riconosciuta la partecipazione onorifica all'Istituto Reale degli Architetti Britannici (RIBA). Dopo il suo ritorno a casa egli focalizzò i suoi lavori su fabbricati ad Ankara, la nuova capitale della Repubblica.
Come uno dei pionieri del Primo Movimento dell'Architettura Nazionale della Turchia, Mimar Kemalettin Bey fu ispirato all'architettura ottomana classica, e tentò di creare un nuovo stile combinando le distinte caratteristiche dell'architettura tedesca e di quella ottomana. Egli rese le caratteristiche delle strutture dell'architettura ottomana e di quella islamica in modo che riflettessero l'identità nazionale turca: inserì archi, coperture e tegole sulla facciata dei suoi edifici in primo piano, enfasizzò simmetrie e pose in vista lo stile convenzionale con torrette e cornici.

## Ultimi anni e decesso

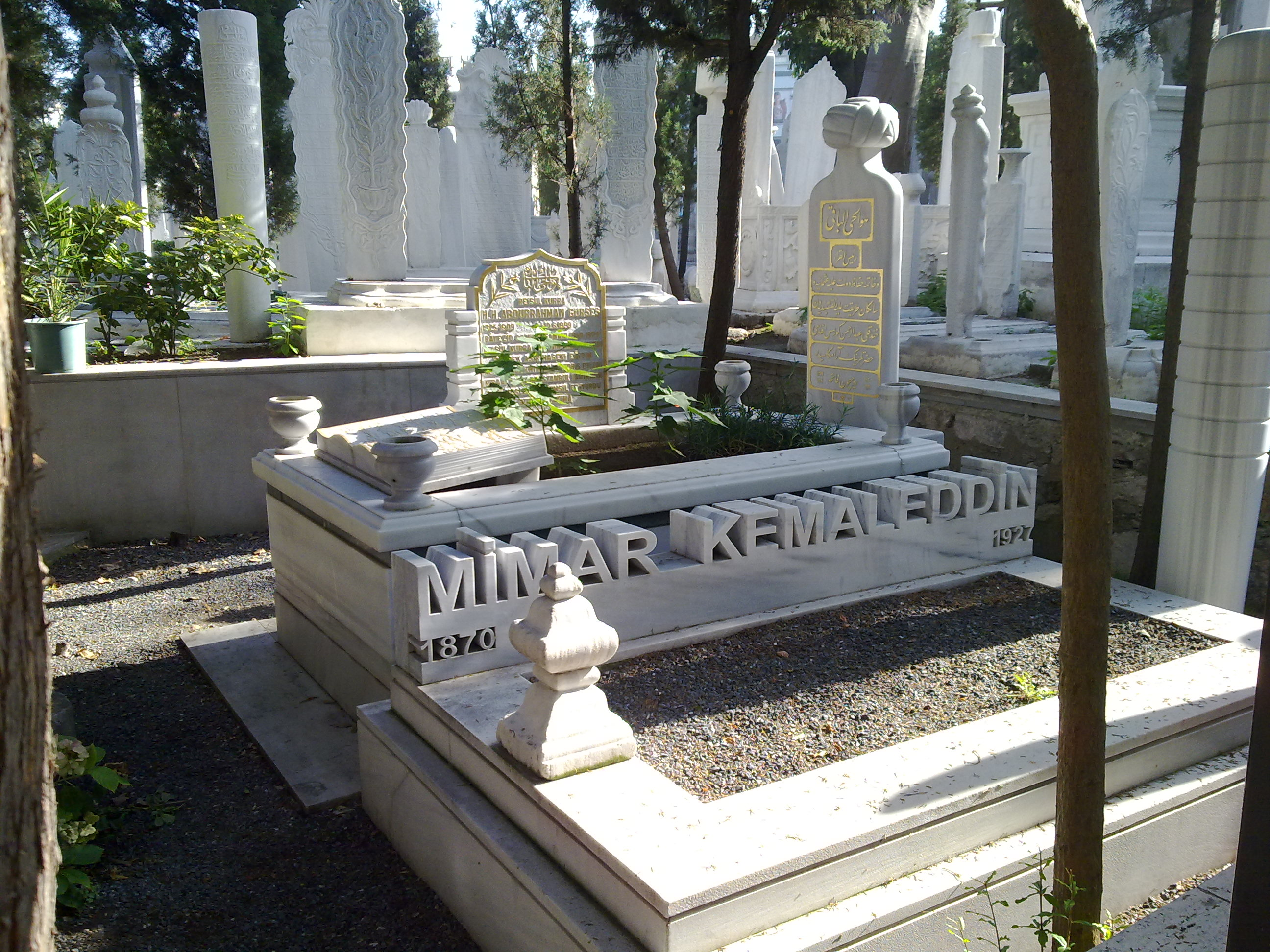
Tomba di Mimar Kemalettin Bey nel cimitero della Moschea di Bayezid II in Istanbul.

Purtroppo la splendida carriera di Kemalettin Bey, coronata dal suo restauro della Cupola della Roccia a Gerusalemme e il premio RIBA che egli ottenne per questa, non ha avuto una fine felice. Il freddo atteggiamento sviluppatosi verso la fine degli anni '20 a proposito dell'Architettura Nazionale, comprese le forme ottomane che egli rappresentò ad Ankara, la città dove venne su chiamata ufficiale e dove egli costruì importanti strutture, lo condusse all'alienazione e alla solitudine.
Comunque a quel tempo tale alienazione non era affatto unica, né a lui né alla Turchia. Negli anni 1920, con l'emergere della moderna architettura che offriva un intero nuovo mondo di forme a innumerevoli architetti della generazione di Kemalettin Bey, che non potevano rompere liberamente con le vecchie forme, e che condivisero il medesimo destino nello stesso periodo e quasi in tutto il mondo.
Egli visse in un periodo pieno di allegria ed ebollizione come lo fu di drammatico disinganno. La sua vita ebbe termine in una stanza d'albergo ad Ankara il 13 luglio 1927, nel luogo dell'Ankara Palas, a causa di un'emorragia cerebrale, all'età di 57 anni. Gli sopravvissero la moglie Sabiha e il figlio İlhan Mimaroğlu, che divenne un moderno compositore. Alcuni anni dopo, senza che la sua famiglia fosse stata avvisata, la sua tomba fu spostata nel cimitero della Moschea di Bayezid II di Istanbul, a causa della costruzione di una strada tra Kadıköy e Üsküdar, che avrebbe attraversato il cimitero sulla sua tomba. Risepolto in nuovo luogo senza lapide, la sua tomba fu riscoperta negli anni 1990. Nel 2007, il luogo della sua sepoltura fu restaurato.

## Opere degne di nota

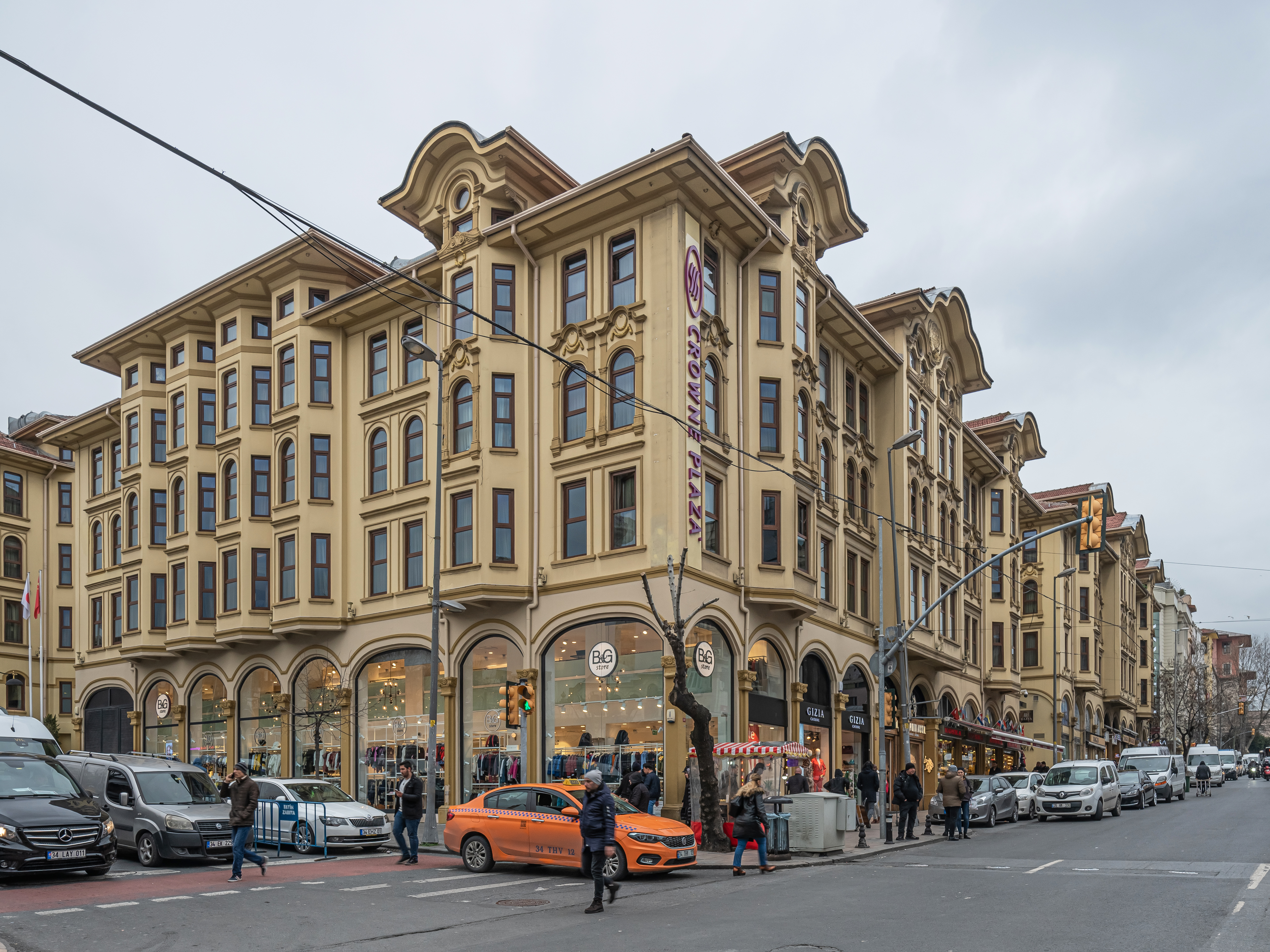
Gli Appartamenti Tayyare, Istanbul 1922

Egli progettò fra gli altri gli Appartamenti Tayyare, eretti tra il 1919 e il 1922 a Istanbul, che furono trasformati nell'edificio di un hotel di lusso. La sua altra opera Dördüncü Vakıf Hanı fu convertita nel World Park Hotel, un albergo a cinque stelle.
Tra le sue opere degne di nota:
- Scuola superiore Eyüp Anadolu, Istanbul
- Scuola Superiore per Insegnanti Çapa Anadolu, Istanbul
- Scuola Primaria Şemsi Pascià
- Scuola superiore femminile di Çamlıca
- Moschea di Bostancı, Istanbul
- Moschea Mecidiye di Yeşilköy, Istanbul
- Scuola Reşadiye (oggi Scuola Media di Eyüp), Istanbul
- Tomba del Sultano Reshad
- Tomba di Gazi Osman Pascià
- Tomba di Mahmud Shevket Pascià
La tomba eretta per Mahmut Şevket Pascià, uno degli ultimi Gran Visir ottomani, del suo aiutante Ibrahim Halıl Bey e del suo valletto Kazım Efendi si trova nel cimitero di guerra Hurriyet-i Ebediye per commemorare coloro che persero la loro vita negli eventi del 31 marzo 1909.[9] Il progetto di questa tomba è una composizione del tutto nuova che si distingue dalle altre tombe progettate da Kemaleddin Bey. Essa consiste in una sezione tipo canòpo a pianta quadra, alla quale si accede da tre parti tramite gradinate, coperta da una cupola su muri e aperta su tre lati, e una struttura piana semiottagonale adiacente, coperta con un'esedra a semicupola.
- Tomba di Ali Rıza Pascià
- Tomba di Hüsnü Pascià
- Restauro della Moschea Fethiye[10] e della madrasa di Sinan Pascià
- Bandırma Moschea Haydar Çavuş
- Tomba di Ahmed Cevad Pascià, Istanbul (1901)
- Stazione Centrale di Plovdiv (1908)
- Moschea di Mecidiye, Yeşilköy, Istanbul (1909)
- Moschea di Kamer Hatun, Beyoğlu, Istanbul (1911)
- Moschea di Bebek, Istanbul (1913)
- Biblioteca della Facoltà di Lettere dell'Università di Istanbul (1913)
- Restauro della Stazione Ferroviaria di Edirne (1914)
- Istanbul 1º Vakıf Han (1918)
- Appartamenti Tayyare, Istanbul (1922)
- Progetto per l'opera di restauro della Moschea Al-Aqsa, Gerusalemme (1925)[4]
- Istanbul 4º Vakıf Han (1926)
- Ankara 2º Vakıf Han (Appartamenti di Ankara Evkaf) morto durante la sua costruzione (1927)

### Completamento dell'Ankara Palas

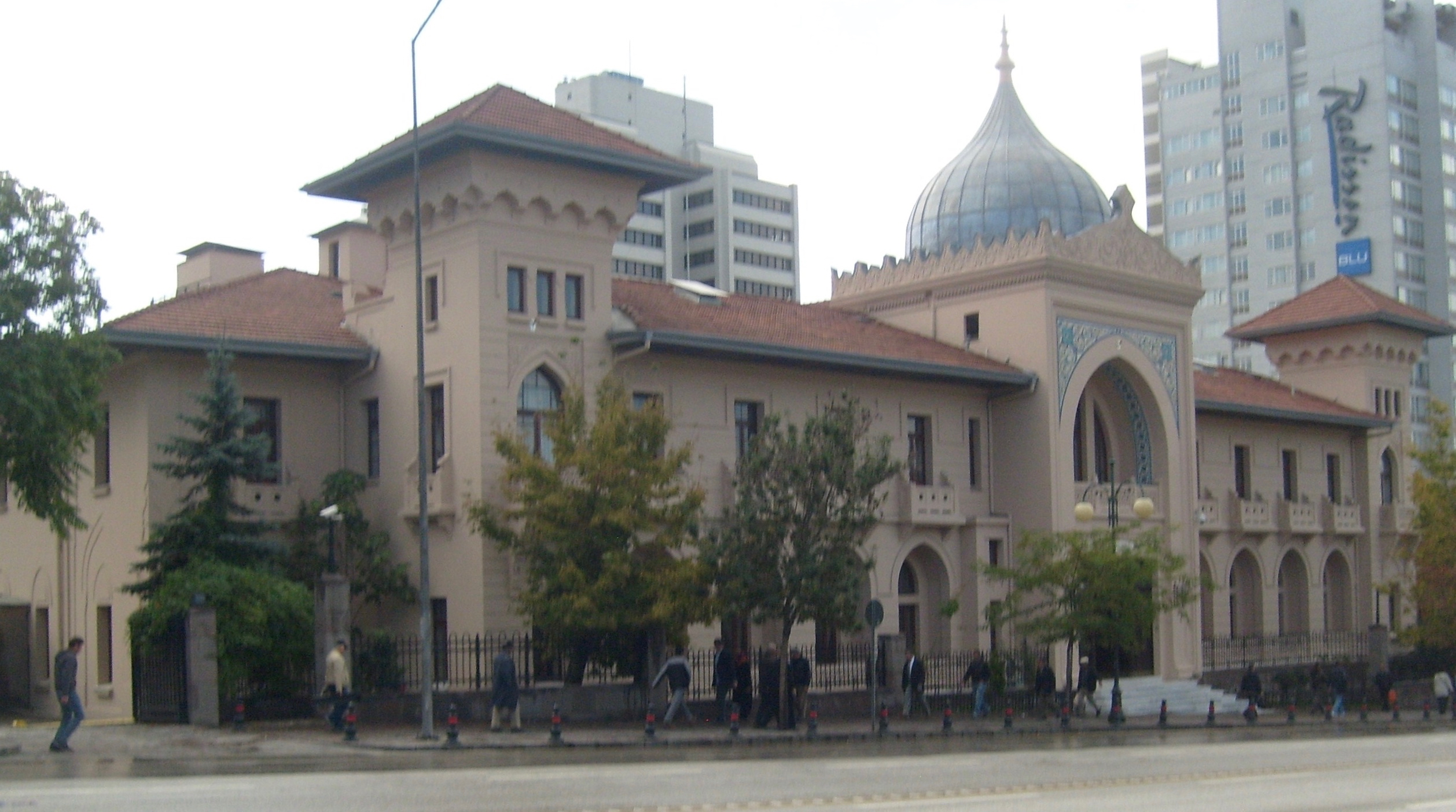
Ankara Palas L'hotel mostra le caratteristiche del primo movimento culturale architettonico turco.

Il progetto fu iniziato nel 1927 da Vedat Tek.
Esso fu il primo progetto di Kemalettin Bey dopo essere giunto ad Ankara.
L' hotel fu progettato nel 1924 dall'architetto Vedad Bey, ma non appena questi lo lasciò esso fu eretto secondo un nuovo progetto di Kemalettin Bey e aperto all'attività nell'autunno del 1927.
L'hotel fu la sede per importanti incontri politici e sociali ad Ankara, particolarmente durante i primi anni della Repubblica, e fu un luogo per dare il benvenuto a tutti gli ospiti importanti dello stato.
L'ampia balconata con archi a sesto acuto sull'asse principale rettangolare e l'ingresso a cupola enfatizzano il suo aspetto monumentale e orientale. Vi è una magnifica sala da ballo, illuminata di giorno dall'alto.
La limitazione delle decorazioni tradizionali dei parapetti della balconata e la console in pietre bilancia l'enfasi orientalista.

### Edificio principale delle Ferrovie Statali della Repubblica Turca, Ankara (1928)
Questo fu l'ultimo progetto di Kemalettin Bey. Le fondamenta dell'edificio furono erette un mese dopo la morte dell'architetto e la costruzione completata nel 1928. Queste residenze multi-piano, che furono effettivamente progettate per gli impiegati delle ferrovie, furono utilizzate provvisoriamente e poi permanentemente dall'Amministrazione.
Secondo i documenti disponibili l'edificio che viene identificato insieme alla piazza 19 Maggio di fronte alla Stazione di Ankara e la stazione stessa fu progettata come un appartamento eretto intorno uno spazio interno alla corte.  Comunque, solo un terzo della sezione nella direzione della stazione fu completato. Nonostante le proiezioni fatte in ogni asse per un'enfasi assiale, il piano del corridoio centrale e la conformazione della facciata, con finestre quadre piatte, è austero. Il lavoro decorativo in ferro della porta superiore che si apre sulla corte e l'ampio rosone in ferro battuto nell'arco a mezzo tondo sopra di lui sono incomparabili.

### Istituto di Formazione del Gazi, Ankara (1930)

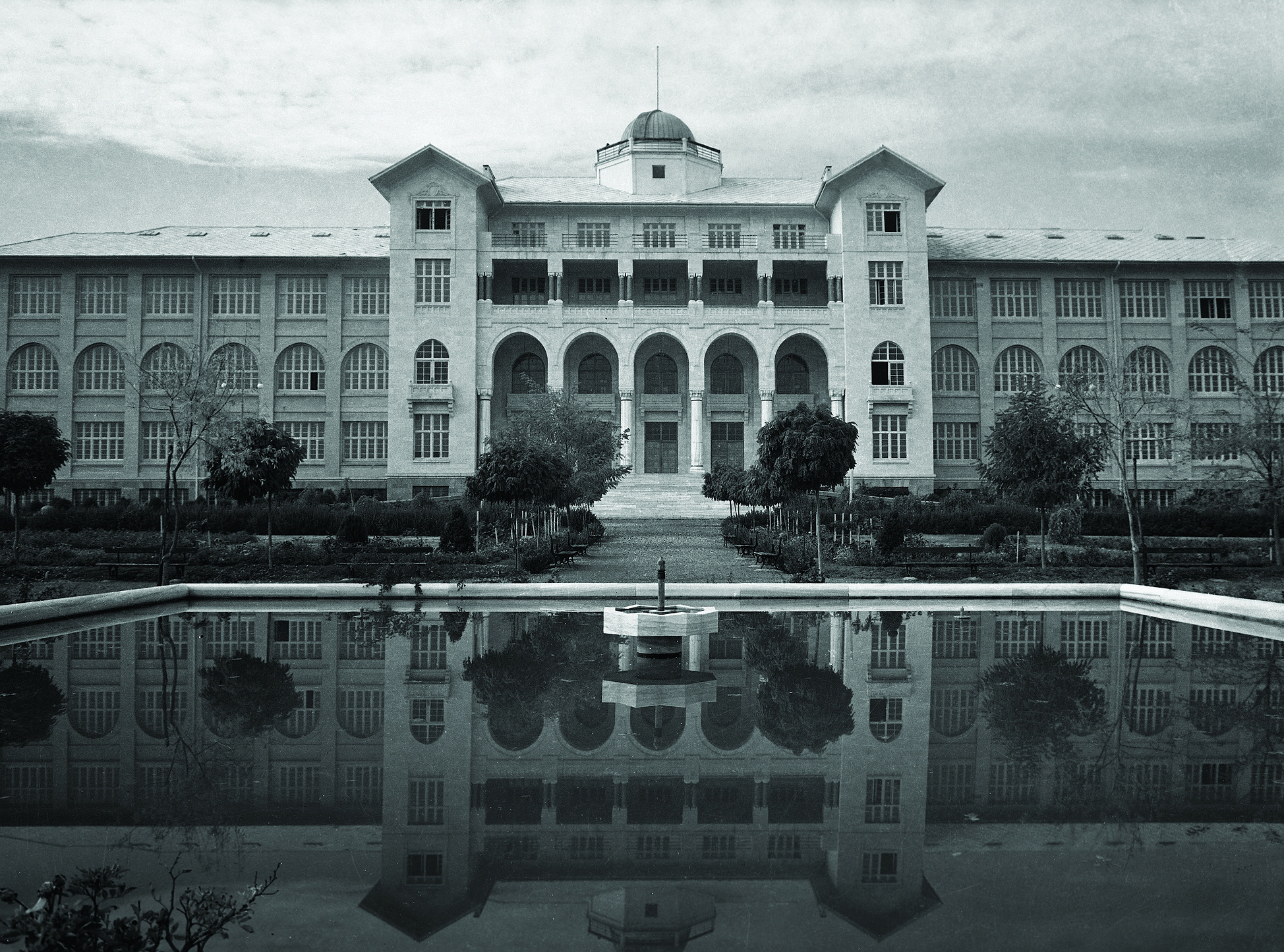
Istituto di Formazione del Gazi ad Ankara

Il fabbricato dell'Istituto di Formazione del Gazi è una delle ultime opere di Kemaleddin. Il suo progetto fu completato nel 1927 e la sua costruzione nel 1930, lo stesso anno in cui la scuola iniziò il suo programma di formazione.
L'edificio consiste in quattro piani fuori terra e occupa un'ampia area rettangolare. Due corti interne allineate simmetricamente con l'asse dell'ingresso sono circondate da un sistema di corridoi sul piano assiale.
La sezione media sull'asse è alta cinque piani, con un sesto sopra l'ingresso utilizzato come osservatorio.
Al portico d'entrata, cui si accede tramite ampi gradini, è indicato da colossali colonne con alti archi. Sulla veranda superiore un motivo di distinto equilibrio e di accento decorativo è dato da architravi di coppie di piccoli archi piatti.
La classicistica fiction delle colonnate a losanga nell'entrata consente di percepire la magnificenza del palazzo su scala umana.

## Riconoscimenti
- Una via attraverso la Stazione di Sirkeci e l'incrocio Hamidiye Cad., sul quale si trova il suo capolavoro Istanbul 4th Vakıf Han, prende il suo nome.
- Nel 2009, una nuova serie di banconote in lire turche entrò in circolazione. Sul verso della banconota da 20 lire è ritratto Mimar Kemalettin, con una delle sue opere maggiori, il fabbricato del rettorato dell'Università Gazi ad Ankara.

## Galleria d'immagini

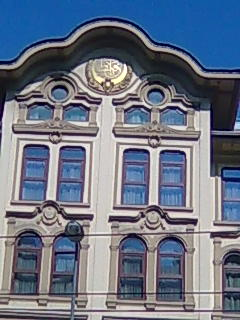
Dettaglio della facciata degli Appartamenti Tayyare
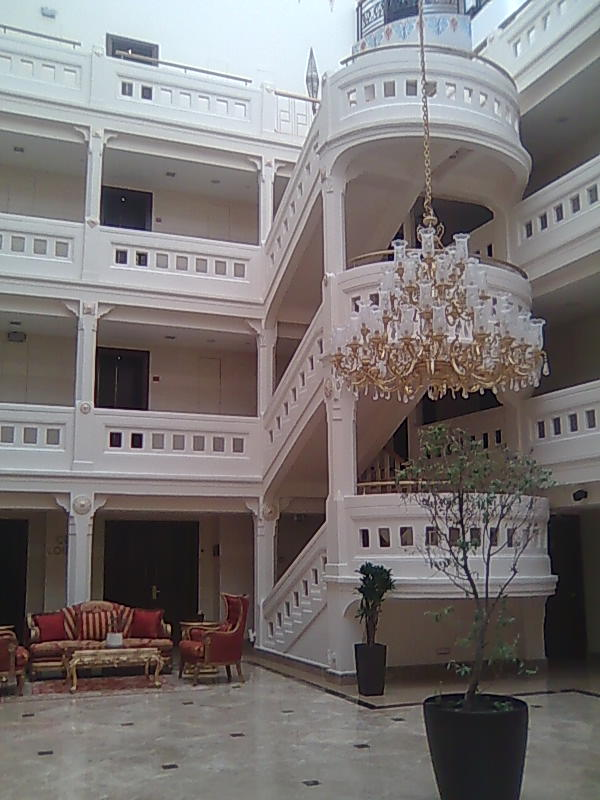
Scalinata e balconi degli Appartamenti Tayyare
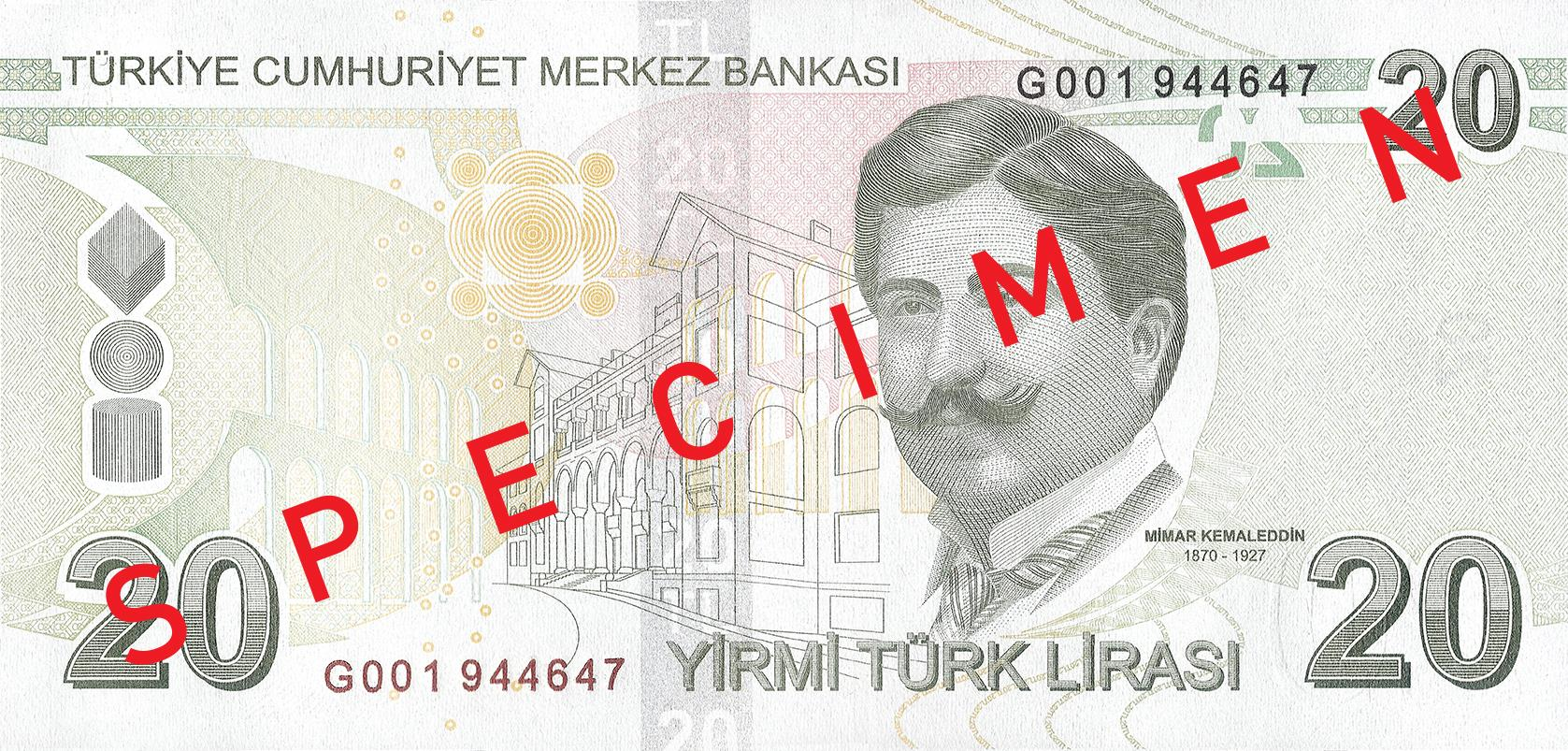
Il suo ritratto con l'edificio principale dell'Università del Gazi sulla banconota da 20 lire turche.
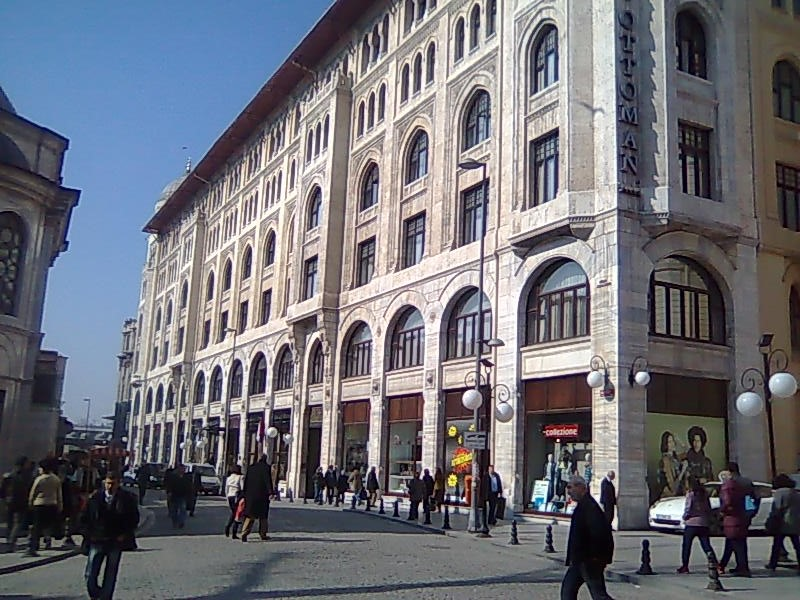
Dördüncü Vakıf Hanı: le facciate dell'edificio sui lati ovest, sud ed est sono rivestite di pietra tagliata e marmo
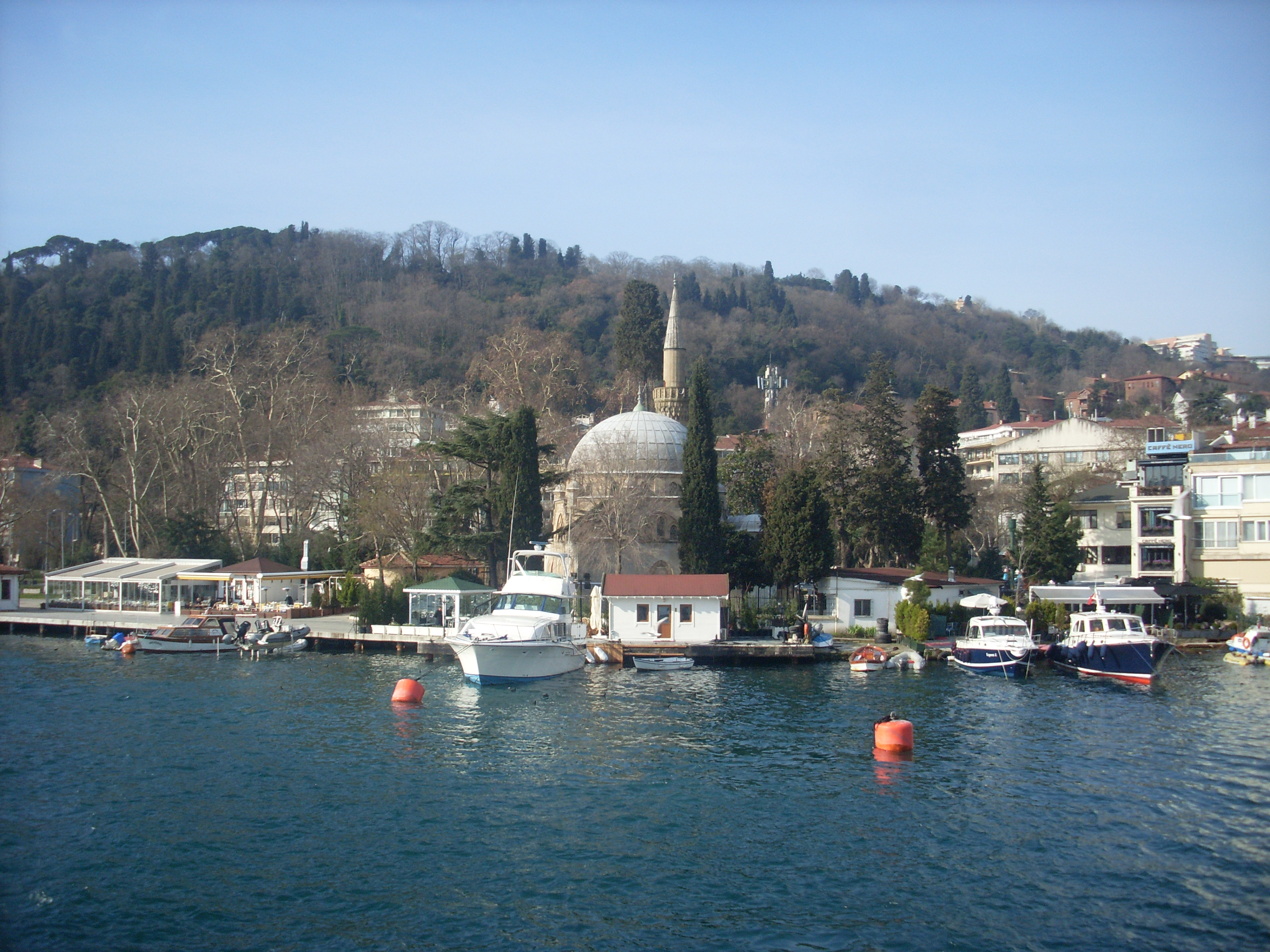
Moschea di Bebek
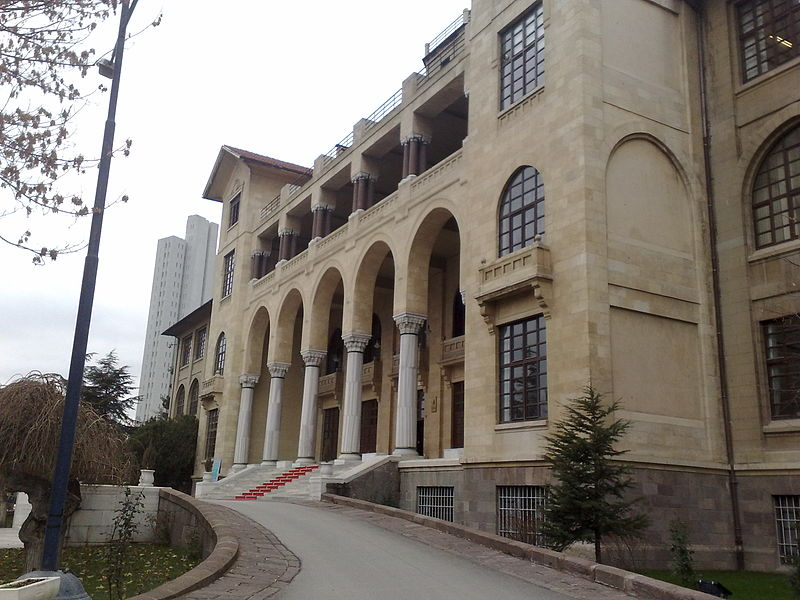
Università del Gazi
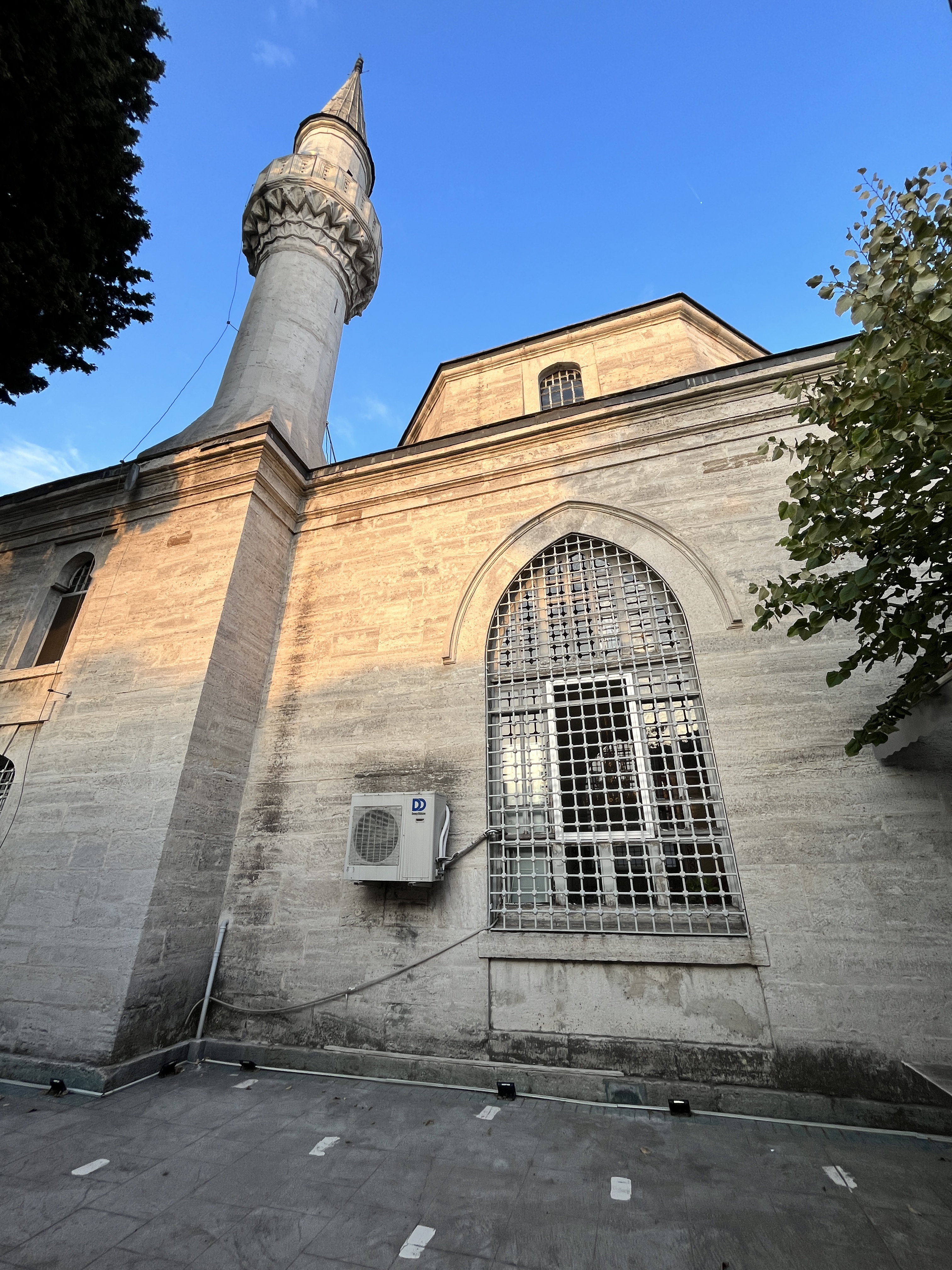
Moschea di Mecidiye a Yeşilköy